# Brigitte Ebersbach
Brigitte Ebersbach (* 18. März 1952) ist eine deutsche Germanistin und Verlegerin.

## Leben
Ebersbach studierte Germanistik an der Universität Bern und wollte ursprünglich Lehrerin werden. Das ergab der Arbeitsmarkt damals nicht, stattdessen schrieb sie als wissenschaftliche Mitarbeiterin in Bern an ihrer Doktorarbeit. 1988 gehörte sie zu den fünf Gründerinnen des heute von Doris Stump geleiteten eFeF Verlags, um die Veröffentlichung eines Jubiläumsbandes 120 Jahre Frauenstudium – ausgehend von Wissenschaftlerinnen der Universität Zürich – zu ermöglichen. Sie sammelte Verlagserfahrung zunächst als freie Mitarbeiterin beim Limmat Verlag sowie Verlegerassistentin beim Scherz Verlag. Dann gründete sie 1990 ihren eigenen literarischen Verlag, die Edition Ebersbach.
Die Verlegerin lebt mit ihrem Mann in Berlin.

## Edition Ebersbach
Der Verlag Edition Ebersbach hatte seinen Geschäftssitz 15 Jahre lang in Dortmund. Im Jahr 2000 verlegte die Alleininhaberin Brigitte Ebersbach den Verlagssitz nach Berlin. Unter den rund 70 Autoren des Verlags sind nur sechs männlichen Geschlechts. Inhaltlicher Programmschwerpunkt war und ist Literatur von und über außergewöhnliche Frauen in Belletristik, erzählendem Sachbuch und literarischen Kalendern. Neben einem Schwergewicht auf den 1920er/1930er Jahren stehen Romane, Reise- und Gourmetliteratur.

## Verlag ebersbach & simon
Sascha Nicoletta Simon, die zuvor von 2006 bis Ende 2013 zusammen mit Mascha Schwarz Verlagsgeschäftsführerin des Kinder- und Jugendbuchverlags Tulipan war, übernahm im 25. Jahr des Unternehmens ab Januar 2015 die operative Leitung des nunmehr in ebersbach & simon umbenannten Verlags. Ebersbach blieb als Senior-Verlegerin dabei, ist aber nicht mehr für das Tagesgeschäft zuständig.

## Werke als Autorin
- mit Susanne Nadolny: 20 Abwege zum Glück. edition ebersbach, Berlin 2010, ISBN 978-3-86915-028-4.
- mit Sascha Nicoletta Simon: Büchernärrinnen. Frauenporträts. ebersbach & simon, Berlin 2015, ISBN 978-3-86915-099-4.

## Auszeichnungen
2012:  iF communication design award für das Buchkonzept Hollmer: Dirndl  – Trends • Traditionen • Philosophie • Pop • Stil • Styling (zusammen mit Stilbüro Stijlroyal)

## Belege
1. ↑  Brigitte Ebersbach (60) Buchmarkt.de vom 18. März 2012.
2. ↑  Ruth Niehaus: 15 Jahre Leselust – Die edition ebersbach feiert 25. Geburtstag. Interview vom 1. September 2005 auf AVIVA-Berlin.de.
3. ↑  Autorenliste ebersbach & simon (Memento des Originals vom 10. Juni 2015 im Internet Archive)  Info: Der Archivlink wurde automatisch eingesetzt und noch nicht geprüft. Bitte prüfe Original- und Archivlink gemäß Anleitung und entferne dann diesen Hinweis.
4. ↑  Verlagsprofil ebersbach & simon (Seite nicht mehr abrufbar, festgestellt im April 2018. Suche in Webarchiven)  Info: Der Link wurde automatisch als defekt markiert. Bitte prüfe den Link gemäß Anleitung und entferne dann diesen Hinweis., Büro Indiebook
5. ↑  Sascha Simon steigt bei edition ebersbach ein, Börsenblatt des dt. Buchhandels 2. Dezember 2014, abgerufen am 21. Juli 2015.
6. ↑  Gold fürs Dirndl-Buch, Börsenblatt vom 14. Februar 2012, abgerufen am 21. Juli 2015.

| Personendaten    | Personendaten       |
| ---------------- | ------------------- |
| NAME             | Ebersbach, Brigitte |
| KURZBESCHREIBUNG | deutsche Verlegerin |
| GEBURTSDATUM     | 18. März 1952       |